# Angelot du Lac
Pour les articles homonymes, voir Angelot.
Cet article possède un paronyme, voir Lancelot du Lac.
Angelot du Lac est une série de bande dessinée d'Yvan Pommaux, publiée de 1990 à 1997, après une prépublication dans le magazine jeunesse Astrapi.

## Description

### Synopsis
Pendant le Moyen Âge, un groupe d'orphelins sauve un jeune enfant d'une meute de loups, près d'un lac. Ils décident de l'adopter et de l'appeler Angelot du Lac. Angelot est élevé par ses amis, et notamment par le couple Coline et Ythier. 
Pris au milieu d'une bataille, le groupe est séparé. Lorsqu'il les retrouve, Angelot apprend que Coline est accusée de sorcellerie et va être exécutée. Grâce à l'aide d'un Seigneur dont il a fait la connaissance, les amis parviennent à la délivrer.
Angelot décide néanmoins de partir avec le Seigneur, Comte de Forez, et de devenir son écuyer. Au cours de leurs aventures, Angelot rencontre Agnès, avec laquelle les premiers rapports se révèlent difficiles, du fait du tempérament particulièrement exigeant de la jeune femme.
Séparés tous les deux du Comte, ils font connaissance d'un artiste, Songe-Creux, meneur d'une troupe de théâtre. Les jeunes héros décident de le suivre et de devenir comédiens

### Personnages
Angelot du Lac : Personnage principal de l'histoire, il est trouvé encore bébé par un groupe d'orphelins au bord d'un lac, alors qu'une meute de loups s'apprête à le dévorer. Il apprend d'eux les différentes façons de survivre, dans la vie rude du Moyen Âge. Il devient ensuite l'écuyer du Comte de Forez, puis comédien dans la troupe de Jehan de Meudon.
Ythier : Leader du groupe d'orphelins, il considère Angelot comme son petit frère, lui apprend à voler des poules, à combattre au bâton et à maîtriser la fronde. Il avoue tardivement à Angelot les sentiments qu'il éprouve envers Coline. Finalement réduit à la briganderie, il retrouve Angelot et Jehan de Meudon qui lui propose d'intégrer sa troupe.
Coline : Figure maternelle d'Angelot, elle est accusée de sorcellerie après que le groupe ait été séparé par une bataille. Elle est sauvée du bûcher par Angelot, ses amis et le Comte de Forez; lors de sa libération, elle n'a cependant d'intérêt que pour Ythier, ce qui affecte Angelot au point de le pousser à s'enfuir. Elle devient finalement comédienne dans la trouve de Jehan de Meudon, touché par son visage tragique.
Margot, Girard et Le Ventru : Les autres membres du groupe d'orphelins prennent soin de Lancelot pendant son enfance : Margot lui apprend à reconnaître les champignons, Girard à jongler et faire des pirouettes, et Le Ventru à voler les bourses des bourgeois. Lorsqu'il retrouve Ythier et Coline, Angelot apprend que Margot a épousé un batelier, et que Girard est mort. Le Ventru, quant à lui, devient cuisinier de la troupe de théâtre de Maître Songe-Creux.
Agnès : Fille d'un riche marchand, âgée de 12 ans, elle est destinée à être mariée à un Prince Florentin. Alors qu'elle est escortée auprès de son promis, elle devient le centre d'intrigues politiques et est trahie par les gardes de son escorte. Elle doit alors fuir avec l'aide d'Angelot, et lui demande de la conduire en Italie. Leur bateau est cependant attaqué par des pirates, et les deux jeunes gens s'échouent sur un rivage; ils rencontrent Jehan de Meudon et intègrent sa troupe de théâtre, avec laquelle ils traversent de nombreuses aventures. Agnès, en définitive, apprécie sa situation de comédienne, abandonne ses exigences de jeune fille gâtée et avoue son attachement à Angelot.
Eustache, Comte de Forez : Comte ruiné, las de se battre, il rencontre Angelot après une bataille. Il lui offre à manger, lui propose de devenir son écuyer, et devant son refus, lui offre une bague de grande valeur. Cette bague permet à Angelot de se faire reconnaître du Comte lorsqu'il va lui demander son aide pour sauver Coline, puis à passer les gardes lorsqu'il se présente à son château. Après l'avoir libéré, Angelot se met à son service. Le Comte de Forez accepte d'apporter son aide au Prévôt qui conduit Agnès auprès de son Prince de Florence. Lorsque les deux jeunes gens embarquent pour l'Italie, Eustache rentre dans son Comté et épouse la Comtesse Lore. Il met également un de ses chevaliers à disposition d'Angelot pour l'aider à retrouver Coline et Ythier.
Jehan de Meudon, dit « Songe-Creux » : Jehan de Meudon est un artiste, incorrigible bavard, dont la vocation est de « faire renaître le théâtre ». Après avoir embauché Angelot et Agnès, son théâtre est détruit par une attaque de moines soldats. Avec l'aide d'un des leurs, ils volent une partie de leur argent pour reconstruire leurs biens, rapidement à nouveau détruits par des brigands. Après avoir retrouvé les amis d'Angelot, Jehan de Meudon complète sa troupe avec Ythier, Le Ventru et Coline, dont le visage tragique lui paraît parfait pour jouer dans son nouveau drame.

## Postérité

### Usage pédagogique
L'utilisation de cette série était conseillée par le Ministère de l'Éducation nationale comme support pédagogique à destination d'élèves de cycle 3 (CE2-CM2) et notamment pour la construction de la bande-dessinée et le traitement du temps,.
Elle n'apparaît plus dans la liste proposée par le Ministère.

### DansMarion Duval
Marion Duval, autre héroïne emblématique de l'œuvre d'Yvan Pommaux, se trouve justement être une écolière de CM. Dans l'épisode Chantier Interdit, l'auteur a donc l'idée de la mettre en scène lisant Angelot du Lac dans le cadre scolaire. À cette occasion, elle remarque la grande ressemblance entre le jeune héros et son ami Gaël Faou et mène l'enquête pour prouver que Gaël est un lointain descendant d'Angelot. Cet épisode est l'occasion de connecter les deux séries de façon inattendue et d'offrir un lointain épilogue à Angelot du Lac en fournissant des éléments sur la postérité d'Angelot, d'Agnès, du Comte et de son épouse Lore.

### Influences, inspirations et références
- Ythier raconte à Angelot la légende de Tristan et Iseult comme métaphore pour exprimer son amour envers Coline.
- La maîtrise de la fronde dont fait preuve Angelot le rapproche du héros médiéval Thierry la Fronde, lui-même inspiré de Robin des Bois.
- La berceuse que Coline chante à Angelot est une fatrasie de Watriquet Brassenel de Couvin.
- Le personnage qui aide Angelot en le couvrant de peaux de bêtes semble inspiré du conte Le Meneur de Loups.
- La scène de bataille pendant laquelle Angelot rencontre le Comte peut faire référence au film Alexandre Nevski[1].

## Publications

### En albums
- Le Temps des loups :
  - Bayard Éditions, 1990,  (ISBN 2-700-94073-3) Album paru sous le titre Angelot du lac, tiré à 500 exemplaires numérotés et signés par l’auteur.
  - Bayard Éditions, 1991,  (ISBN 2-7009-4072-5)
  - Bayard Jeunesse, 2005,  (ISBN 2747020169)
- Le Secret de la caravane :
  - Bayard Éditions, 1993,  (ISBN 2-7009-4086-5)
  - Bayard Jeunesse, 2006,  (ISBN 2747020142)
- Les Frères vengeurs :
  - Bayard Éditions, 1997,  (ISBN 2-7009-4104-7)
  - Bayard Jeunesse, 2006,  (ISBN 2747020150)

- Intégrale noir et blanc, L'École des loisirs, 1998,  (ISBN 2-211-05416-1)
- Intégrale, Bayard Jeunesse, 2010,  (ISBN 2747032221)
- Intégrale, Bayard Éditions, 2017  (ISBN 978-2-7470--7734-7)